# Райнгард Кайзер
Ра́йнгард Ка́йзер (нім. Reinhard Keiser) (9 січня 1674, Тойхерн — 12 вересня 1739, Гамбург) — німецький оперний композитор і постановник. Творив переважно в Гамбурзі. Створив понад 100 опер. Після смерті його творчість була здебільшого забута на багато десятиліть.

## Життєпис

### Родина та освіта
Райнгард Кайзер народився в Тойхерн (сучасна Саксонія-Ангальт), в родині органіста та вчителя Ґотфріда Кайзера й Агнес Доротеї, (уродженої фон Етцдорф), доньки збіднілого юнкера. Навчався в інших органістів міста, а з одинадцяти років у Лейпцизькій школі Св. Томи, де отримав ґрунтовну музичну освіту.

### Музична діяльність
1693 року в новому оперному театрі на площі Гагенмаркт у Брауншвейгу відбулася вистава врогідно першої опери Кайзера «Basilius in Arkadien». 1694 року Кайзер став придворним композитором герцога Брауншвейг-Вольфенбюттеля.
1697 року він переїхав до Гамбурга, де поселився на стало. Там він згодом змінив композитора й диригента Йогана Куссера на посаді музичного керівника оперного театру Oper am Gänsemarkt, задебютувавши двома операми «Mahumet II» і «Der geliebte Adonis».
1704 року Кайзер виїзджав до Брауншвейгу, а згодом до Вайсенфельса, щоб відновити музичні зв'язки. Зрештою,  у Вайсенфельсі в липні він поставив оперу-зингшпіль «Альміра». 

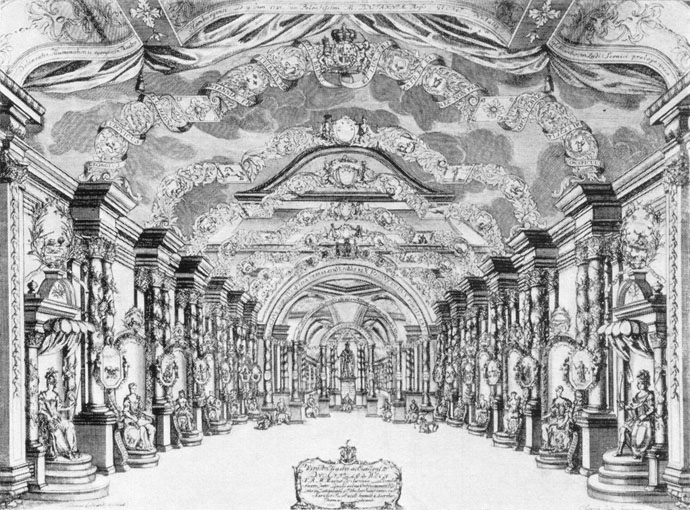
Інтер'єр театру «Oper am Gänsemarkt», удекорований до фестивалю на честь Георга I

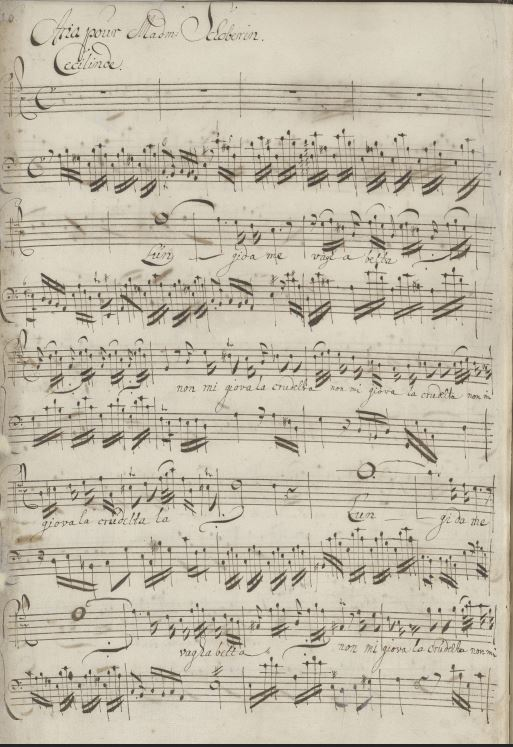
Партитура арії Сецілінди з опери Der angenehme Betrug oder Der Carneval von Venedig Райнгарда Кайзера 1708 року

У період від 1703 до 1709 року, коли був директором «Oper am Gänsemarkt», перетворив театр із громадської установи на комерційне підприємство з двома-трьома виставами щотижня для середнього класу, на відміну від інших оперних театрів, призначених для знаті. Сприяв переходу опери від середнього до пізньогобароко. Це був плідний період для нього. У Гамбурзі написав більшість своїх сценічних творів. На замовлення магістрату Гамбурга він створював опери, кантати, великі ораторії, серенади, церковну музику та музику на різні події.
Проте, під час його керівництва почалися фінансові проблеми «Oper am Gänsemarkt». Так, зокрема, через це та творчий конфлікт з Райнгардом Кайзером змушений був покинути гамбурзьку оперу Гендель, який вибрав нове музичне середовище — Італію.
А коли 1718 року гамбурзька опера занепала, то й Кайзер покинув місто в пошуках роботи. З літа 1719 по листопад 1720 року він перебував у Штутгарті, де брав участь у численних музичних заходах. Але сталої роботи він там не зміг знайти, оскільки при вюртемберзькому дворі віддавали перевагу італійським музикантам. З цього періоду збереглися три рукописи скрипкових сонат. Влітку 1721 року він знову повернувся в Гамбург, але залишався там лише кілька тижнів, бо раптово разом театральною трупою виїхав до Данії. Причиною від'їзду могло стати посилення в «Oper am Gänsemarkt» статусу Георга Філіпа Телемана, якого запросила ратуша керувати театром під час відсутності Кайзера.
У Копенгагені вистави його гамбурзької трупи проходили з успіхом. Між 1721 і 1727 роками Кайзер постійно подорожував між Гамбургом і Копенгагеном. Після розпуску трупи у серпні 1721 року Кайзер на короткий час відвідав Гамбург. Наприкінці року він знову повернувся до Копенгагена, де датський король надав йому звання королівського капельмейстера, магістра Королівської датської опери, у якій він поставив свою оперу «Ulysses».
1723 року остаточно осів у Гамбурзі, проте фінансова ситуація для нього ускладнилася. З новим директором «Oper am Gänsemarkt» Георгом Філіпом Телеманом  у Кайзера зберігалися добрі стосунки, й театр виставляв його опери, які він писав для театру. Збереглися три його опери з періоду між 1722 і 1734 роками.
1728 року Кайзер став регентом хору, органістом й композитором катедрального собору Святої Марії в Гамбургу й до самої смерті в 1739 році писав переважно церковну музику.

### Сімейне життя
3 січня 1712 році Рейнхард Кейзер одружився з відомою співачкою Барбарою Ольденбург, донькою Ієроніма Ольденбурга, міського музиканта з Гамбурга. У них було двоє дітей; 1712 року народилася Софія Доротея Луїза, а 1718 року — син Вільгельм Фрідріх.

## Музичний стиль
Райнгард Кайзер вважається одним із найвизначніших німецьких оперних композиторів епохи бароко. Під час його роботи в Гамбурзі місто стало центром ранньої німецької оперної культури, який приваблював численних любителів мистецтва. Композитори, які працювали тут, такі як Йоган Куссер, Райнгард Кайзер, Йоганн Маттезон окрім культивування місцевої музичної традиції уважно спостерігали за розвитком опери в Італії та Франції. Лібретисти Гамбурзької опери, серед яких особливо виділялися Крістіан Генріх Постель, Лукас фон Бостель і Йоганн Ульріх фон Кеніг, любили використовувати вдалі італійські лібрето як зразки, а при їх перекладі та адаптації часто залишали деякі куплети арії італійською мовою. 
Зрідка в міфологічні та історичні сюжети вкраплювалися алюзії на поточні події в Гамбурзі. Іноді матеріал також брався з місцевої історії. У сценічному трактуванні часом використовували різкий реалізм, що істотно відрізнявся від манери італійської та французької опер, регламентованих придворними церемоніалами. 
Покладаючи свої багатомовні тексти на музику, Кайзер використовував музичну мову, яка поєднувала іноземні впливи з місцевими традиціями. Італійські впливи особливо помітні в оформленні вокальних партій, у яких Кайзер надає перевагу мелодійним фантазіям. Діапазон форм вираження коливається від вишуканих вокальних арій до віртуозних бравурних арій із довгою та складною колоратурою, яку навряд чи могли б освоїти співаки-аматори, які виступали на сцені з початку існування Гамбурзької опери. Його музику характеризувало складне інструментальне мистецтво з численними інноваційними звуковими винаходами. 

## Вибрані твори

### Опери
- Der königliche Schäfer oder Basilius in Arkadien (вірогідно Брауншвейг, 1693)
- Cephalus und Procris (Брауншвейг, 1694)
- Der geliebte Adonis (Гамбург, 1697)
- Der bei dem allgemeinen Welt-Frieden von dem Großen Augustus geschlossene Tempel des Janus (Гамбург 1698)
- Die wunderbar errettete Iphigenia (Гамбург, 1699)
- Die Verbindung des großen Herkules mit der schönen Hebe (Гамбург, 1699)
- La forza della virtù oder Die Macht der Tugend (Гамбург, 1700)
- Störtebeker und Jödge Michels (Гамбург, 1701)
- Die sterbende Eurydice oder Orpheus (Гамбург, 1702)
- Die verdammte Staat-Sucht, oder Der verführte Claudius (Гамбург, 1703)
- Der gestürzte und wieder erhöhte Nebukadnezar, König zu Babylon (Гамбург, 1704)
- Die römische Unruhe oder Die edelmütige Octavia (Гамбург, 1705)
- Die kleinmütige Selbst-Mörderin Lucretia oder Die Staats-Torheit des Brutus (Гамбург, 1705)
- Die neapolitanische Fischer-Empörung oder Masaniello furioso (Гамбург, 1706)
- Der angenehme Betrug oder Der Carneval von Venedig (Гамбург, 1707)
- La forza dell'amore oder Die von Paris entführte Helena (Гамбург, 1709)
- Desiderius, König der Langobarden (Гамбург, 1709)
- Der durch den Fall des großen Pompejus erhöhete Julius Caesar (Гамбург, 1710)
- Der hochmütige, gestürzte und wieder erhabene Croesus (Гамбург, 1711)
- L'inganno fedele oder Der getreue Betrug (Гамбург, 1714)
- Fredegunda (Гамбург, 1715)
- L'Amore verso la patria oder Der sterbende Cato (Гамбург, 1715)
- Das zerstörte Troja oder Der durch den Tod Helenens versöhnte Achilles (Гамбург, 1716)
- Die großmütige Tomyris (Гамбург, 1717)
- Jobates und Bellerophon (Гамбург, 1717)
- Ulysses (Копенгаген, 1722)
- Bretislaus oder Die siegende Beständigkeit (Гамбург, 1725)
- Der lächerliche Printz Jodelet (Гамбург, 1726)
- Lucius Verus oder Die siegende Treue (Гамбург, 1728)

### Ораторії
- Der blutige und sterbende Jesus (Гамбург, 1704)
- Thränen unter dem Kreutze Jesu (Гамбург, 1711)
- Brockespassion (Гамбург, 1712)
- Lukas-Passion Wir gingen all in der Irre (Гамбург, 1715)
- Der siegende David (Гамбург, 1717)
- Oratorium Passionale 1729: Der blutige und sterbende Jesus (Гамбург, 1729)

### Серенади
- Triumph des Friedens, 1715
- Das verewigte und triumphirende Ertz-Hauß Oesterreich, 1716
- Das wegen Verbannung der Landplagen am Geburthstage Herrn Friedrich IV. zu Dennemark etc. Jauchzende Cimbrien, 1724
- Das frohlockende Groß-Britannien, 1724
- Prologus beim Geburths-Feste Friderici Ludovici von Hannover, 1726